# Ophiorrhiza grandibracteolata
Ophiorrhiza grandibracteolata är en måreväxtart som beskrevs av Foon Chew How och Hsien Shui Lo. Ophiorrhiza grandibracteolata ingår i släktet Ophiorrhiza och familjen måreväxter. Inga underarter finns listade i Catalogue of Life.